# Loverboy
Pour les articles homonymes, voir Loverboy (homonymie).
Loverboy est un groupe de rock canadien, originaire de Calgary, dans la province de l'Alberta. Les singles à succès des Loverboy, en particulier Turn Me Loose et Working for the Weekend, deviennent des hymnes arena rock et sont toujours entendus dans les chaines de radio rock classique au  Canada. Le groupe est situé à Vancouver, en Colombie-Britannique.

## Biographie

### Débuts (1979–1983)
Le groupe se forme en 1980 lorsque Mike Reno (chanteur, batteur et compositeur) et Paul Dean (guitariste) décident de composer des chansons ensemble, puis en les jouant à la guitare et à la batterie. La formation se complète par l'arrivée, quelques semaines plus tard, du claviériste Doug Johnson, du bassiste Scott Smith et du batteur Matt Frenette. D'abord rejeté par la majorité des labels américains, le groupe décide de signer chez Columbia Records au Canada, afin d'y enregistrer son premier album.
Accueilli en studio le 20 mars 1980, Loverboy a pour manager et producteur Bruce Fairbairn et comme ingénieur Bob Rock. L'enregistrement de l'album, intitulé Loverboy, se termine avant l'été 1980. Le disque se vend à 700 000 exemplaires au Canada et procure déjà du succès au groupe. Le label Columbia Records américain se rend compte de l'impact de l'album et rappelle le groupe pour finalement signer un contrat et ainsi faire sortir l'album aux États-Unis. Il se vend alors à deux millions d'exemplaires.

### Continuité (1984–1990)
Loverboy décide alors de sortir un deuxième album, en 1981. Intitulé Get Lucky, le disque est toujours produit par Bruce Fairbairn, mais aussi par le guitariste Paul Dean. D'un son plus hard rock, il procure au groupe un vif succès, avec la parution de hits tels que Working for the Weekend, ou encore When It's Over, et lui permet de gagner cinq Prix Juno (dont un en 2009). Le disque fait également succès aux États-Unis, se classant 7e au classement Billboard, et se vend à quatre millions d'exemplaires.
Puis Loverboy enregistre un troisième album durant l'année 1983. Le disque fait de nouveau succès aux États-Unis, et en particulier le titre Hot Girls in Love. Par ailleurs, en 1984, la formation compose le thème de l'équipe d'athlètes américaine des Jeux olympiques de 1984. Le quatrième album du groupe, Loving Every Minute of It, qui sort en 1985, est le premier disque qui n'est pas produit par Bruce Fairbairn. Il est alors produit par Tom Allom, connu notamment pour avoir travaillé avec Judas Priest. Puis il enregistre en 1987 Wildside. Mais cet album se vend beaucoup moins que les autres, malgré la parution d'un hit coécrit avec Jon Bon Jovi et Richie Sambora, puisque le groupe se dissout en 1988 à la suite du départ du claviériste Doug Johnson. Loverboy se reforme le temps d'une tournée en 1989, puis se dissout à nouveau.

### Décès de Scott Smith (1991–2004)
Durant plusieurs années, le groupe ne sort aucun album ; ne fait que quelques collaborations, avec Bryan Adams et Bon Jovi (en 1991). Doug Johnson ne revenant pas, le groupe décide de se reformer et d'enregistrer un sixième album, en 1997, intitulé Six avec le claviériste Richard Sera, puis en profite pour sortir une compilation, Super Hits, la même année.
Doug Johson réintègre finalement le groupe en 2000, mais le bassiste Scott Smith meurt le 30 novembre 2000, porté disparu en mer. Après son décès d'un accident de bateau, Loverboy décide d'enregistrer son premier album live, intitulé Live, Loud and Loose, en hommage au bassiste. Scott Smith est alors remplacé par Ken Sinnaeve.

### Suites (depuis 2005)
Loverboy fête en 2005 ses vingt-cinq ans d'existence. La formation est partie en tournée la même année, a donné des concerts jusqu'en 2006. Lors d'une interview en 2007, Mike Reno confirme la sortie d'un nouvel album studio, Just Getting Started, qui sort le 27 novembre 2007. Puis, le groupe part en tournée aux États-Unis. En 2009, le groupe sera récompensé pour sa carrière au Canadian Music Hall of Fame, qui félicite les musiciens ou groupes au Canada pour leur brillante carrière.
Continuant les tournées en 2014, Loverboy annonce sur son site web le 16 juin 2014 un nouvel album d'inédits, Unfinished Business, pour le 15 juillet 2014. Le premier single est disponible sur iTunes, intitulé Countin' the Nights.
En 2016, le groupe participe à une publicité pour National Car Rental avec le morceau Lovin' Every Minute of It. Loverboy participe au Rockingham Festival, organisé à la Nottingham Trent University, au Royaume-Uni, entre les 20 et 22 octobre 2017. Ils jouent en tête d'affiche le dimanche 22 octobre 2017,.

## Membres

### Membres actuels
- Mike Reno - chant (1979–1988, 1989, depuis 1991)
- Paul Dean - guitare (1979–1988, 1989, depuis 1991)
- Doug Johnson - claviers (1979–1988, 1989, depuis 1991)
- Matt Frenette - batterie  (1979–1988, 1989, depuis 1991)
- Ken « Spider » Sinnaeve - basse (depuis 2001)

### Ancien membre
- Scott Smith - basse (1980-2000)

## Discographie
- 1980 : Loverboy
- 1981 : Get Lucky
- 1983 : Keep It Up
- 1985 : Lovin' Every Minute of It
- 1987 : Wildside
- 1997 : Six
- 2001 : Live, Loud and Loose
- 2007 : Just Getting Started
- 2009 : Greatest hits... ...The real thing